# Miles de Châtillon
Miles de Châtillon (Chatillon-sur-Marne, Marne, Champanhe, França 982 - Chatillon-sur-Marne, Marne, Champagne, França 1044) foi um nobre da França medieval, tendo sido detentor do senhorio de Chatillon-sur-Marne, actual comuna francesa, situada no departamento de Marne na região Champanha-Ardenas.

## Relações familiares
Foi filho de Hérivée de Châtillon (? - 947). Casou com Avemelle de Montfort, de quem teve:
1. Guido I de Châtillon[2] (1020 - 1076) foi um nobre francês e Senhor de Chatillon-sur-Marne, casado com Ermengarda de Choisy.
2. Manasses de Châtillon,
3. Milon de Châtillon,